# Astragalus gontscharovii
Astragalus gontscharovii es una especie de planta del género Astragalus, de la familia de las leguminosas, orden Fabales.

## Distribución
Astragalus gontscharovii se distribuye por Kazajistán, Uzbekistán, Kirguistán y China.

## Taxonomía
Fue descrita científicamente por Vassilcz. Fue publicada en Fl. URSS 12: 887 (1946).